# Wimmenum
Wimmenum est un hameau de la commune néerlandaise de Bergen, dans la province de la Hollande-Septentrionale. Le 1er janvier 2007, le hameau comptait 140 habitants.

## Histoire
Winnenum a été une commune indépendante jusqu'au 8 septembre 1857, date de son rattachement à Egmond-Binnen. Entre 1812 et 1817, Winnenum faisait déjà partie de la commune de Bergen, comme de nos jours.